# Río Gévalo
El río Gévalo es un curso de agua del interior de la península ibérica, afluente del Tajo por la izquierda. Discurre por la provincia española de Toledo.

## Curso

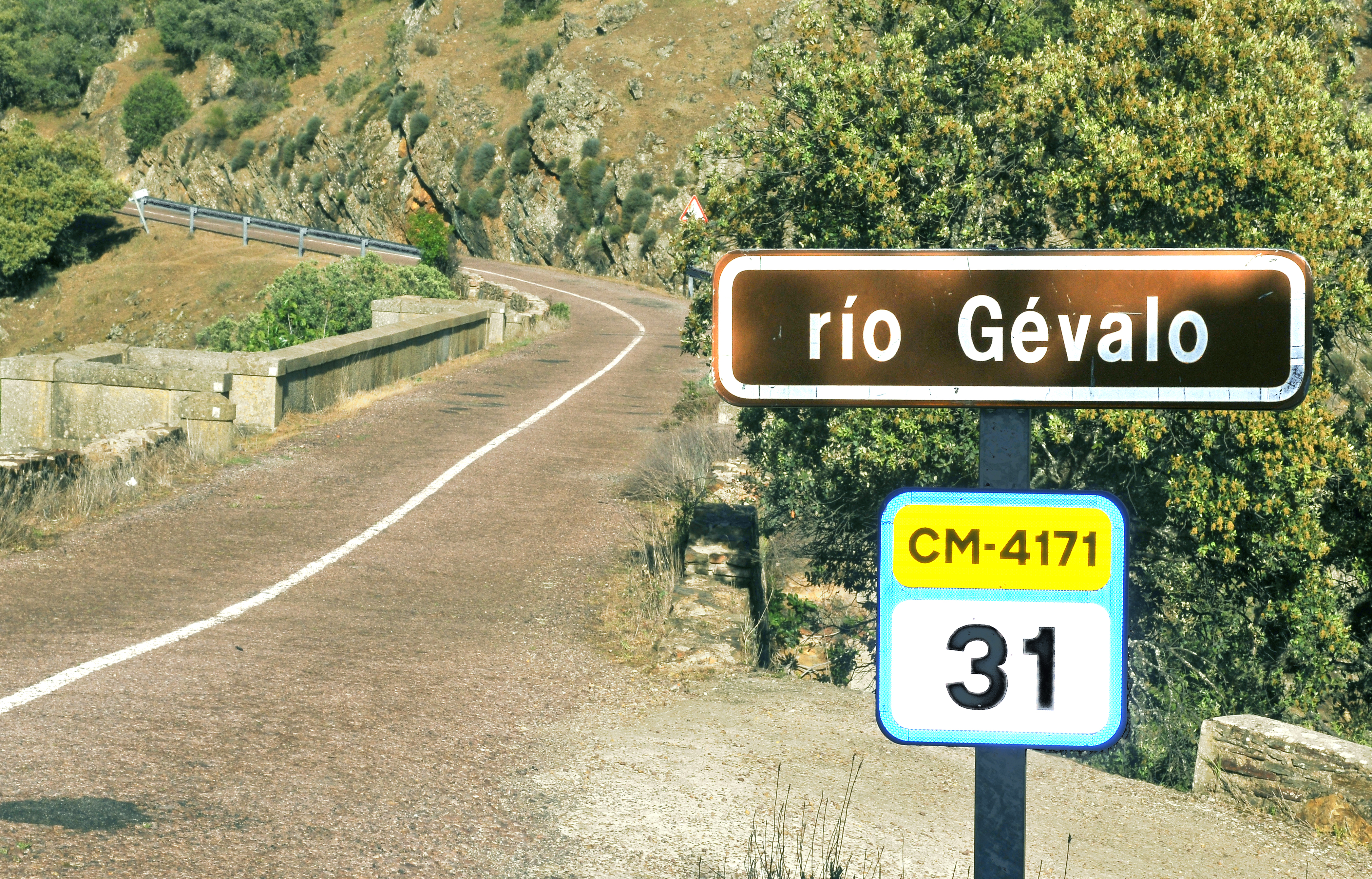
Puente de la carretera CM-4171 sobre el río Gévalo

Nace en los Montes de Toledo en las proximidades de Piedraescrita y recorre la comarca de La Jara en dirección este-oeste Termina desembocando en la margen izquierda del río Tajo. Destaca por su interés medioambiental la cuenca alta del río. 
Su extensión comprende el término municipal de Robledo del Mazo con sus cuatro anejos (Las Hunfrías, Navaltoril, Robledillo y Piedraescrita). Esta zona cuenta además con 435 hectáreas de zona natural protegida por su vegetación amenazada, la Microrreserva de la Garganta de las Lanchas. 
El río aparece descrito en el octavo volumen del Diccionario geográfico-estadístico-histórico de España y sus posesiones de Ultramar de Pascual Madoz de la siguiente manera:

GEBALO: r. en la prov. de Toledo, part. jud. del Puente del Arzobispo; nace en las sierras de Piedra escrita, último pueblo del part.; corre en dirección á Robledo del Mazo atravesando su térm. á 1/4 de leg. de la pobl. hasta llegar al de Alcaudete, cuyas casas están sit. á su margen, regando tambien 40 famosas huertas; sigue su curso hasta el térm. de Belvis de la Jara, fertilizando las vegas de las escelentes deh. de Castellanos y Carpio, confundiéndose con el Tajo, y su margen izq. en el mismo térm. de Belvís. Solo tiene un puente arruinado al frente de Alcaudete, cuyas cepas son de piedra y el resto de ladrillo; sus aguas abundantes, aunque no caudalosas, son delgadas; cria delicados peces, algunas carpas, tencas y anguilas esquisitas.
(Madoz, 1847, p. 341)